# Ješkova Ves
Ješkova Ves este o comună slovacă, aflată în districtul Partizánske din regiunea Trenčín. Localitatea se află la altitudinea de 223 m deasupra n.m., se întinde pe o suprafață de 10,39 km2 și în 2017 număra 500 de locuitori.

## Istoric
Localitatea Ješkova Ves este atestată documentar din 1422.

## Demografie
| An:                | 1994 | 2004   | 2014   | 2024   |
| ------------------ | ---- | ------ | ------ | ------ |
| Număr de persoane: | 539  | 504    | 505    | 494    |
| Diferență:         |      | −6,49% | +0,19% | −2,17% |

| An:                | 2023 | 2024   |
| ------------------ | ---- | ------ |
| Număr de persoane: | 498  | 494    |
| Diferență:         |      | −0,80% |